# Нескучненський ліс
 Неску́чненський ліс — ландшафтний заказник місцевого значення. Розташований у Великоновосілківському районі Донецької області, біля села Нескучне Великоновосілківської сільської ради по лівому березі річки Мокрі Яли.
Статус заказника присвоєно рішенням облвиконкому № 276 від 27 червня 1984 року. Входить до Великоанадольського держлісгоспу. Площа заказника становить 16 гектар.
Ліс росте на вигині річки. Берег пологий. Підлісок густий. Тут зростають клен польовий, клен татарський.
Ліс був посаджений за розпорядженням громадського діяча і публіциста Миколи Корфа, поруч із його дачею. Нині в цій дачі міститься музей Немировича-Данченка.
Назву «Нескучненський ліс» було дано на честь московського Нескучненського саду Володимиром Немировичем-Данченком, який був власником садиби Корфа після його смерті. 